# Alphonse Tchami
Alphonse Marie Tchami Djomaha, född 14 september 1971 i Batouri, är en kamerunsk före detta fotbollsspelare.

## Karriär

### Klubblag
Alphonse Tchami startade sin karriär i Unisport Bafang, innan han värvades av danska Vejle BK. Han imponerade under sin korta sejour med sex mål på tolv matcher, men lyckades trots det inte hålla Vejle kvar i Superligaen. Tchami följde dock inte med Vejle till andradivisionen utan skrev istället på för Odense BK. Där var han med i det lag som slog ut Real Madrid i tredje rundan av UEFA-cupen med totalt 4-3 säsongen 1994/1995.
Efter VM 1994 så flyttade Tchami till argentinska Boca Juniors, där han på 48 matcher gjorde 11 mål. Efter tre säsonger återvände han till Europa för spel i Hertha Berlin. Där tillbringade han två säsonger innan han på nytt flyttade, den här gången till Al Wasl.
Efter att i juli 2000 provspelat med Bolton Wanderers, så skrev Tchami på för skotska Dundee United. Efter bara fyra matcher på fyra månader så lämnade han Dundee United i december samma år. Nu valde Tchami att skriva på ett korttidskontrakt med OGC Nice fram till sommaren 2001.
Han spelade senare även i ryska FC Chernomorets Novorossiysk, kinesiska Shenyang Ginde, libanesiska Nejmeh innan han avslutade karriären i franska Épernay. Under sin karriär så spelade Alphonse Tchami för tolv klubbar i tio länder över fyra olika kontinenter.

### Landslag
Alphonse Tchami gjorde debut för Kameruns landslag 1992 och gjorde totalt 13 mål på 37 landskamper. Han medverkade i både VM 1994 samt VM 1998. Han var även uttagen till att spela i Afrikanska mästerskapet 1996 och Afrikanska mästerskapet 1998.